# Vipera (imbarcazione)
La vipera era un'imbarcazione tipica della Laguna di Venezia, non più in uso.
La sua forma era simile a quella del sandolo ma era caratterizzata dalla perfetta simmetria di prua e poppa, terminanti entrambe con piccole aste metalliche.
Lunga, snella e molto leggera, spinta da sei rematori in posizione di voga alla veneta, era caratterizzata da particolari doti di maneggevolezza e velocità e per questo motivo veniva impiegata anche dai contrabbandieri.
La produzione di questo tipo di imbarcazione terminò agli inizi del Novecento e ne sono sopravvissuti solo due esemplari, conservati presso il Museo storico navale di Venezia.